# Galería Agathe Gaillard
La galería Agathe Gaillard es una galería de arte fotográfico parisina, pionera en el mercado de la impresión fotográfica.
Rebautizada como La Galerie Rouge en 2020, está ubicada en el número 3 de la calle de Pont-Louis-Philippe en el distrito 4 de París .

## Historia
Agathe Gaillard abrió su galería el 10 de junio de 1974, en la calle Pont-Louis-Philippe, en un local perteneciente al ayuntamiento de París y ubicado en el corazón del distrito de Marais. Contó con el apoyo de sus amigos fotógrafos Jean-Philippe Charbonnier, Henri Cartier-Bresson, André Kertesz, Édouard Boubat, Robert Doisneau .
Esta galería es la primera en París que se dedicó exclusivamente al arte de la fotografía con el objetivo de acercarlo al arte contemporáneo como una forma de arte específica. La primera exposición se dedicó al fotógrafo estadounidense Ralph Gibson .
Agathe Gaillard casi siempre presentaba en sus exposiciones, a fotógrafos, vivos o ya fallecidos, pero que ha conocido personalmente. Ella también buscaba artistas que mostrasen una expresión personal y una preocupación por la calidad de las impresiones.
La galería de Agathe Gaillard encuentra así sus recursos casi sistemáticamente en la venta de impresiones. De ese modo ha ayudado a que se constituyeran grandes colecciones públicas y privadas.
En 2017, Agathe Gaillard dejó la dirección de la galería, que fue comprada por el banquero David Azéma.
En mayo de 2020, la galería cambió su nombre a La Galerie Rouge, en referencia al color rojo bermellón de su fachada  , .

## Fotógrafos que expusieron entre 1975 y 2017
- Jules Aarons[3]
- Manuel Álvarez Bravo
- Colette Álvarez Urbajtel[4]
- Hervé Baudat
- Arnaud Baumann
- Édouard Boubat
- Bill Brandt
- Henri Cartier-Bresson
- Toni Catany
- Jean-Philippe Charbonnier
- Luc Choquer
- Gilles Dacquin
- Robert Doisneau
- Juliette Diemer
- Harold E. Edgerton[5]
- Sandra Eleta
- Jean-Pierre Evrard
- Bernard Faucon
- Louis Faurer
- Gisèle Freund
- Ralph Gibson
- Thierry Girard
- Patricia de Gorostarzu
- Florence Gruère
- Hervé Guibert
- Bernard Guillot
- Jean-Pierre Haigneré
- Izis
- André Kertész
- Roland Laboye
- Erica Lennard
- Don McCullin
- Fernand Michaud
- Arno Rafael Minkkinen
- Pierre Molinier
- Marie-Paule Nègre
- Pierre Reimer
- Marc Riboud
- Willy Rizzo
- Tomio Seike
- Jérôme Soret
- Jean-François Spricigo[6]
- Jean-Louis Swiners
- Peter Turnley
- Ed van der Elsken
- Céline Vomièro[7]
- Hugues de Wurstemberger[8]

En mayo de 2015 la galería organizó una exposición titulada "A découvrir" presentando el trabajo de tres fotógrafos emergentes: Juliette Diemer, Hervé Baudat y Céline Vomièro que se expresaban mediante fotografías en blanco y negro. Esta era una forma de cerrar el bucle para Agathe Gaillard
Entre febrero y marzo de 2017, la galería exhibió las fotografías de Édouard Boubat, Manuel Álvarez Bravo, Jean-Philippe Charbonnier, Luc Choquer, Ralph Gibson, André Kertesz.
En junio de 2017 , Agathe Gaillard realizó su última exposición con las fotografías del ganador del premio Henri Cartier-Bresson, Claude Iverné .
En septiembre de 2017, con un nuevo propietario, David Azéma, presentó, bajo la dirección de una nueva directora artística, Fiona Sanjabi, la exposición "Homenaje a la belleza".
En noviembre de 2017, se realizó una exposición titulada “Color» con fotografías de Claude Iverné.
En febrero de 2018 se expusieron fotografías de Manuel Álvarez Bravo y de Colette Álvarez Urbajtel.